# Septuaginta
Septuaginta (abreviat: LXX, iar în latină: Septuaginta) este traducerea Pentateuhului și a celorlalte cărți ale Bibliei ebraice din ebraică în greacă. Septuaginta a constituit baza Vechiului Testament din Biblia creştină.
Legenda, transmisă nouă de Scrisoarea lui Aristeas și de Philon din Alexandria, spune că traducerea respectivă a fost opera comună a șaptezeci (sau, după o altă variantă, a șaptezeci și doi) de înțelepți evrei, aleși câte șase din fiecare trib, și că ea s-a realizat la Alexandria, în secolul al III-lea î.Hr., sub domnia lui Ptolemeu al II-lea (285-247). 
Scopul traducerii nu se cunoaște cu precizie - poate s-a realizat pentru că evreii din diaspora uitaseră limba ebraică, sau, conform altei ipoteze, la inițiativa lui Ptolemeu însuși, care ar fi dorit să cunoască codul de legi al unei comunități importante din Egipt, cum era cea evreiască.
Până la începutul erei creștine, evreii folosesc Septuaginta fără urmă de suspiciune. Respingerea ei categorică se manifestă o dată cu apariția creștinismului. Conform unei ipoteze azi discreditate, în secolul I d.Hr., rabinii ar fi stabilit canonul Bibliei ebraice, sensibil diferit de versiunea oferită de Septuaginta (celebrul „conciliu” de la Iamnia). Conform acestei ipoteze depășite, în anul 85, iudaismul oficial i-ar fi „excomunicat” pe creștini, lucru considerat de istorici drept simplă ipoteză nedovedită și nu fapt istoric. Dușmănia dintre cele două religii— iudaică și creștină — are drept consecință înmulțirea traducerilor cât mai aproape de originalul iudaic, ca replici intenționate la versiunea Septuagintei.
Există mai multe manuscrise ale Septuagintei care ne-au parvenit. Câteva abateri există între aceste versiuni diferite. Există trei codice complete scrise în unciale:
- Codex Vaticanus
- Codex Sinaiticus
- Codex Alexandrinus.

## Traduceri în limba română
Între anii 1661–1668 spătarul Nicolae Milescu a realizat prima traducere integrală în limba română a Vechiului Testament, având ca sursă principală textul grecesc din Septuaginta apărută la Frankfurt în 1597. Sub patronajul lui Șerban Cantacuzino, în 1688, apare Biblia de la București, cunoscută și sub numele de Biblia lui Ștefan, prima traducere și publicare integrală în limba română a Sf. Scripturi, fiind valorificată, în principal, versiunea lui Nicolae Milescu, revăzută de „oamenii locului”. 
Cea de-a doua traducere, opera lui Samuil Micu, a fost tipărită în 1795 la Blaj sub egida episcopului greco-catolic Ioan Bob. Biblia de la Blaj a apelat parțial la textul ediției din 1688, realizând totodată o nouă traducere după Septuaginta. Traducerea lui Samuil Micu a fost reeditată în 1819 la Sankt Petersburg, apoi la Buzău, în 1854–1856, precum și de mitropolitul Andrei Șaguna între anii 1856–1858, la Sibiu. 
În 1914 apare Biblia, adică Dumnnezeeasca Scriptură a Legii Vechi și a celei Nouă, ediție a Sfântului Sinod, o prelucrare revizuită a textului din 1795. Mai recent, în 2001, Bartolomeu Anania, arhiepiscopul Clujului, publică Biblia sau Sfânta Scriptură, ediție jubiliară a Sfântului Sinod, versiunea fiind tradusă și „diortosită” după Septuaginta (ediția A. Rahlfs), colaționată cu traducerile românești anterioare. 
În anul 2004 este inițiată, sub patronajul Colegiului Noua Europă, la Editura Polirom din Iași, o nouă traducere a Septuagintei, pe baza ediției lui A. Rahlfs, confruntată cu ediția de la Göttingen, fructificându-se și aparatul critic din Bible d'Alexandrie, publicată de Editura Cerf. Coordonatorul traducerii este Cristian Bădiliță, în colaborare cu Francisca Băltăceanu, Monica Broșteanu, Dan Slușanschi, Ioan-Florin Florescu ș.a.